# Kashaya (jaïnisme)
Le terme Kashaya dans le jaïnisme signifie: émotion, désir. Pour le théologien, il est de quatre formes: la colère (krodha), la fierté (mana), la tromperie (maya) et l'avidité (lobha). Le problème pour le croyant qui cherche à atteindre le moksha: la libération est que le kashaya l'aliène. Ces sentiments qui enchaînent l'être à la matière et au corps doivent être dépassés pour se libérer des lois du samsara.